# Apicia incopularia
Apicia incopularia là một loài bướm đêm trong họ Geometridae.